# Andrew Kaufman
 (juin 2013).
Si vous disposez d'ouvrages ou d'articles de référence ou si vous connaissez des sites web de qualité traitant du thème abordé ici, merci de compléter l'article en donnant les références utiles à sa vérifiabilité et en les liant à la section « Notes et références ».
Andrew Kaufman est un écrivain canadien né à Wingham, en Ontario. Désormais établi à Toronto avec sa femme et ses enfants. Il est réalisateur et producteur à la radio.

## Biographie
Andrew Kaufman est né à Wingham en Ontario tout comme l'écrivaine Alice Munro. 
l'auteur du fameux All My Friends Are Superheroes (Tous mes amis sont des superhéros), Born Weird (Les Weird), The Waterproof Bible, etc. 
En plus d'écrire des romans et des nouvelles, il a écrit les scénarios de plusieurs émissions de télévisions telles que Curious and Unusual Deaths, Rescue Mediums, The Steven and Chris Show and Canada's Worst Driver.
Il a aussi été l'animateur de l'émission de radio Live Through This, à CBC Radio.
Son livre All My Friends Are Superheroes a été un succès à l'étranger. Il a notamment été traduit dans 8 langues.
En 2013, son livre Born Weird (Les Weird) est finaliste du Prix Stephen Leacock, remis pour récompenser les livres humoristiques. Il a également été sélectionné parmi les livres de l'année par The Globe and Mail.
En 2015, The Tiny Wife (Minuscule) est gagnant du ReLIT Award. En 2019, The Ticking Heart (Le cœur à retardement) est finaliste de ce même prix.

## Œuvres

### Romans
- All My Friends Are Superheroes, Toronto, Coach House Books, 2003, 111 p.  (ISBN 1552451305)
  - Tous mes amis sont des superhéros, traduit par Anna Rozen, Paris, Éditions Naïve, 2007, 111 p.  (ISBN 2350210901)
  - Tous mes amis sont des superhéros, traduit par Anna Rozen, Québec, Éditions Alto, 2013, 131 p.  (ISBN 2896941282)
- The Waterproof Bible, Toronto, Random House Canada, 2010, 278 p.  (ISBN 0307357627)
- The Tiny Wife, Brighton, Madras Press, 2010, 99 p.  (ISBN 0982525451)
  - Minuscule, Traduit par Nicolas Dickner, Éditions Alto, 2012, 122 p.  (ISBN 2896940677)
- Born Weird, Toronto, Random House Canada, 2013, 269 p.  (ISBN 0307357643)
  - Les Weird, traduit par Nicolas Dickner, Québec, Éditions Alto, 2014, 361 p. (ISBN 2896941665)
- Small Claims, Halifax, Invisible Publishing, 2017, 171 p.  (ISBN 1926743903)
- The Ticking Heart, Toronto, Coach House Books, 2019, 155 p.  (ISBN 1552453898)
  - Le cœur à retardement, traduit par Catherine Leroux, Québec, Éditions Alto, 2020, 198 p.  (ISBN 2896944613)

### Autres publications
- «The Return of the Man in the Purple Hat», Sub-Terrain, vol. 8, no 83, 2019, p. 16-19[6].

## Récompenses et distinctions
- 2013 : Finaliste au Prix Stephen Leacock pour le meilleur livre humoristique (pour Born Weird)[3]
- 2013 : Sélectionné parmi les livres de l'année par The Globe and Mail (pour Born Weird)[4]
- 2015 : Gagnant du ReLIT Award (pour The Tiny Wife)[1]
- 2019 : Finaliste du ReLIT Award (pour The Ticking Heart)[5]